# Marie-Jeanne Gautier
Pour les articles homonymes, voir Gautier.
Marie-Jeanne Gautier est une actrice française née le 26 avril 1692 et décédée le 9 avril 1757.

## Biographie
Elle débute à la Comédie-Française en 1716. 
Sociétaire de la Comédie-Française en 1716. 
Retraitée en 1723.